# Aires urbaines du Loiret

Situation du département du Loiret sur une carte de France

Les aires urbaines du Loiret sont des agglomérations urbaines françaises situées dans le département du Loiret (région Centre-Val de Loire).
D'après la définition qu'en donne l'Institut national français de la statistique et des études économiques (Insee), les aires urbaines sont définies principalement sur le critère de la continuité du bâti. Plus précisément, l'aire urbaine correspond à « un ensemble de communes, d'un seul tenant et sans enclave, constitué par un pôle urbain (unité urbaine) et par des communes rurales ou unités urbaines dont au moins 40 % de la population résidente ayant un emploi travaille dans le pôle ou dans des communes attirées par celui-ci ». Il existe trois types d'aires urbaines, les grandes dans lesquelles le pôle urbain offre plus de 10 000 emplois, les moyennes dans lesquelles le pôle offre de 5 000 à 10 000 emplois, et les petites dans lesquelles le pôle offre de 1 500 à 5 000 emplois.
En 2010, le Loiret comprend sept aires urbaines.

## Liste
Le tableau ci-dessous présente la liste des sept aires urbaines du département :
| Code Insee | Aires urbaine   | Type    | Unités urbaines | Communes | Zone d'emploi | Superficie (km²) | Population (2008) | Variation pop. (/1999) | Densité (2008) (hab/km²) |
| ---------- | --------------- | ------- | --- | -------- | ------------- | ---------------- | ----------------- | ---------------------- | ------------------------ |
| 514        | Briare          | petite  | Briare | 2        | Gien          | 70,17            | 6 219             | ▼ −4,94 %              | 88,6                     |
| 698        | Courtenay       | petite  | Courtenay | 1        | Montargis     | 50,13            | 3 796             | ▲ +10,22 %             | 76                       |
| 234        | Gien            | moyenne | Gien | 7        | Gien          | 242,51           | 23 104            | ▲ +2,38 %              | 95,3                     |
| 119        | Montargis       | grande  | Montargis | 35       | Montargis     | 485,32           | 69 602            | ▲ +3,87 %              | 143,5                    |
| 021        | Orléans         | grande  | Cléry-Saint-André, La Ferté-Saint-Aubin, Jargeau, Fay-aux-Loges, Beaugency, Châteauneuf-sur-Loire, Chaingy, Meung-sur-Loire, Neuville-aux-Bois, Orléans, Lailly-en-Val, Loury, Patay, Sandillon, Traînou | 138      | Orléans       | 3058             | 415 471           | ▲ +5,07 %              | 136                      |
| 359        | Pithiviers      | moyenne | Pithiviers | 3        | Pithiviers    | 32,09            | 11 176            | ▼ −2,55 %              | 348,3                    |
| 335        | Sully-sur-Loire | petite  | Sully-sur-Loire | 8        | Gien, Orléans | 177,86           | 12 454            | ▲ +5,83 %              | 70                       |